# Яринка Ірина Сергіївна
Ірина Сергіївна Яринка (2 червня 1986, селище Завалля Голованівського району Кіровоградської області) — українська веслувальниця. Майстер спорту України.
Представляє Черкаський регіональний центр з фізичної культури і спорту інвалідів «Інваспорт». Проживає у м. Сміла.

## Досягнення
- Фіналістка Чемпіонату світу 2015 року.
- Фіналістка Кубка світу 2015 року.
- Бронзова призерка Кубка світу 2016 року.